# خوان كارلوس بلاتا
خوان كارلوس بلاتا (بالإسبانية: Juan Carlos Plata)‏ (مواليد 1 يناير 1971 في غواتيمالا) لاعب كرة قدم غواتيمالي دولي يجيد اللعب في خط الهجوم . يلعب حاليا لصالح نادي مونيسيبال الغواتيمالي من سنة 1990 .

## روابط خارجية
- خوان كارلوس بلاتا على موقع الاتحاد الدولي (مؤرشف)  (الإنجليزية)
- خوان كارلوس بلاتا على موقع قاعدة بيانات كرة القدم.إي يو (الإنجليزية)
- خوان كارلوس بلاتا على موقع ناشيونال فوتبول تيمز (الإنجليزية)